# Дідочок задумав женитися
«Дідочок задумав женитися» — український пластиліновий фільм 2013 року студії Новаторфільм, автор сценарію та режисер — Юрій Борисенко. Мультфільм знятий за мотивами однойменної народної пісні.

## Сюжет
Жив собі дід, і не було в нього жінки. Сумував дід, що ніхто його не приласкає і вирішив женитися. Старої не хотів, а намагався звабити молоду. В цьому йому допомагали тварини його господарства. Вони кожного разу наряджали діда в чудернацький костюм, де він був схожий: то на півня, то на цапа… в залежності від того, хто з тварин його наряджав. Молоду сусідку йому привабити не вдалося, а стара пожаліла невдаху і стали вони жити разом.

## Над фільмом працювали
- Автор сценарію та режисер: Юрій Борисенко;
- Художник постановник: Оксана Карпус;
- Оператори-постановники: Лев Костенко, Ольга Бабицька;
- Звукорежисер: Ганна Малієнко;
- Аніматори: Оксана Несиненко, Катерина Чепік, Андрій Слєсаревський, Юрій Борисенко, Катерина Чорногуб, Катерина Возниця, Тетяна Полянська, Лев Костенко;
- Декоратори: Тетяна Гордієнко, Катерина Возниця, Катерина Чорногуб, Оксана Карпус, Оксана Несиненко, Віталій Кравець;
- Актори: Ілля Фетисов, Юрій Коваленко, Олена Пахольчук, Ганна Левченко;
- Музика: Ілля Фетисов, Сусанна Карпенко (у титрах Сусана Карпенко), Ірина Борисенко, Валерій Гладунець, Марія Кудрявцева, Ганна Архіпчук, Євген Дідик, Сергій Охрімчук (у титрах Сергій Охримчук), Сергій Топор;
- Монтаж і комп'ютерна обробка:  Лев Костенко, Юрій Борисенко;
- Редактор: Євген Сивокінь;
- Директор: Ганна Полоніченко;
- Художній керівник: Степан Коваль.

## Нагороди і відзнаки
- Фильм «Дідочок задумав женитися» брав участь у фестивалі PREMIERS PLANS D'ANGERS[1].
- Анімаційний фільм «Дідочок задумав женитися» відібрано до програми одного з найпрестижніших світових фестивалів короткого метру «Festival International du Court Métrage à Clermont-Ferrand» (Франція) у номінацію «Вибір юного глядача»[2][3][4].
- Пластилінова анімація «Дідочок задумавши женитися» потрапила до конкурсної програми фестивалю BALKANIMA[5][6].